# 臺灣總督府評議會

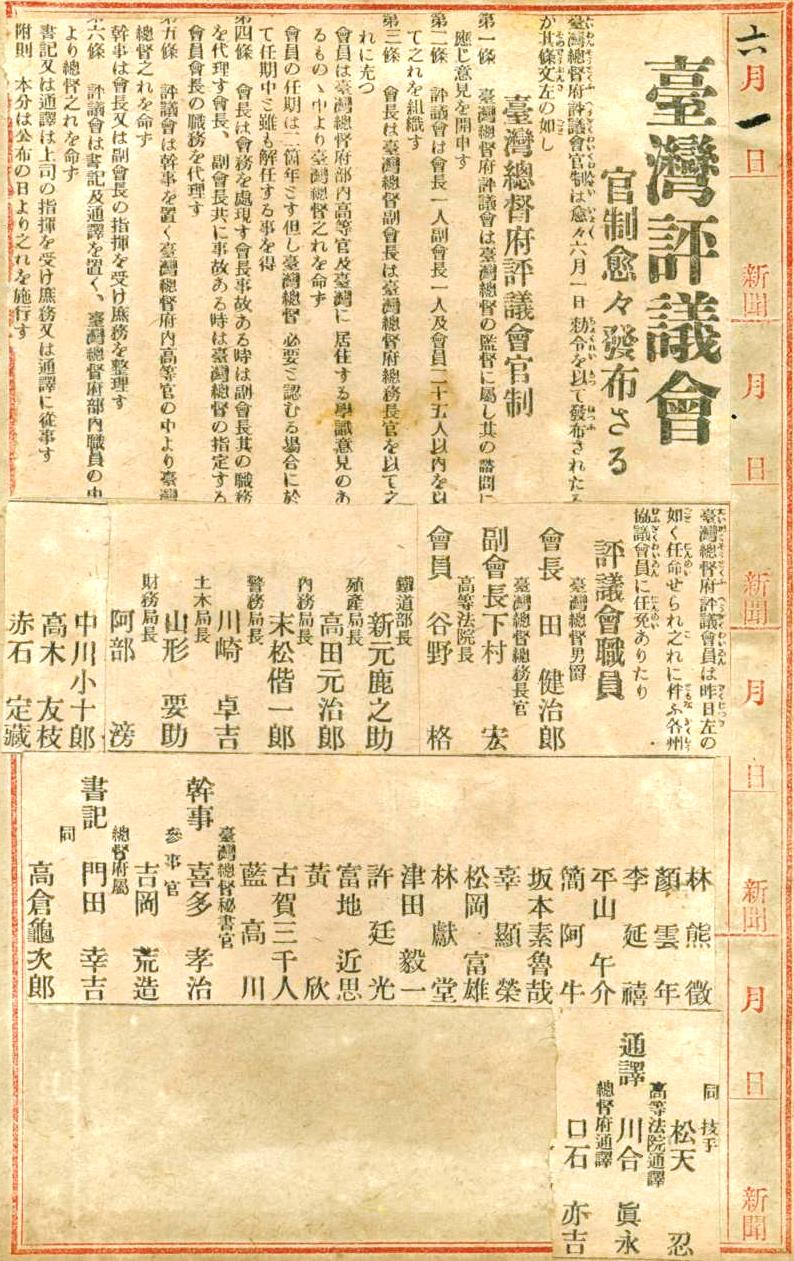
1921臺灣總督府評議會官制組成

臺灣總督府評議會，簡稱府評，為台灣日治時期由臺灣總督府設立的法律諮詢機構，成立時間為1896年－1945年。

## 簡介

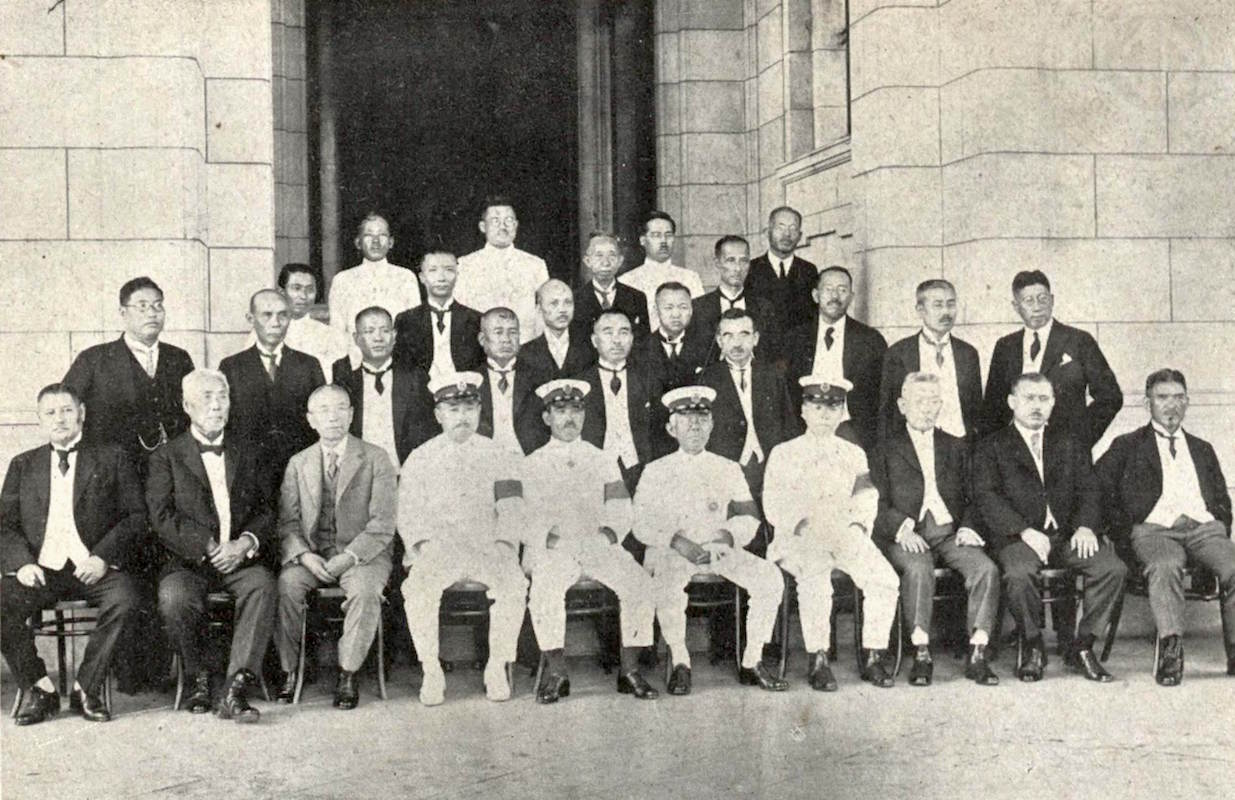
1928年左右的成員

因為台灣總督擁有行政權與立法權，臺灣總督府評議會並不具任何法定效力。在不同時期的六三法、三一法、法三號的實施下，臺灣總督府評議會分別有著律令議決、法案起草與純粹諮詢的不同功能。
臺灣總督府評議會1896年－1921年純粹由日籍官員擔任，1922年經由遴選加入部分台籍人士，不過其性質仍為諮詢，與民意機關標準相差甚遠。1921年後，評議會成員由25人增至30人，總督為評議會當然會長，評議會成員由總督指定。此外，自1898年6月20日起，因明治31年敕令第147號的關係，將原先為常任評議員的陸軍幕僚參謀長、海軍參謀長限定為只有在要動用營級以上兵力才參加評議會，排除日軍干涉民政；其他審查總督府預算、法律律令等案，僅由總督、民政長官、參事官長及事務官與參事官等人召開評議會。
臺灣總督府評議會隨著1945年台灣日治時期結束而停止運作。